# Ragnar Östberg

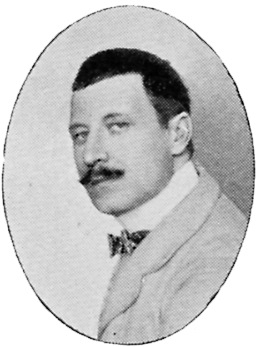
Ragnar Östberg (1901)

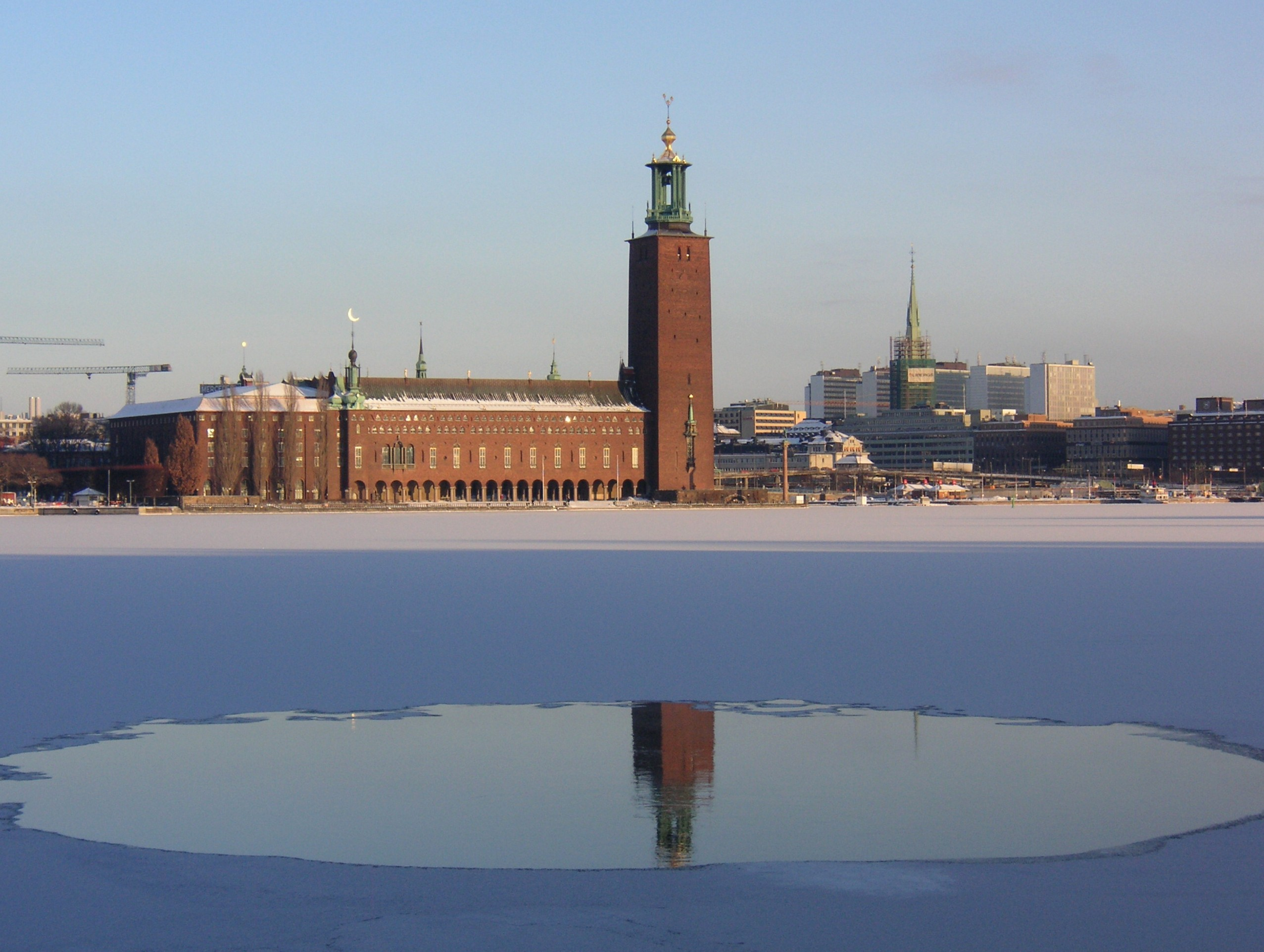
Stockholms stadshus

Ragnar Östberg (* 14. Juli 1866 in Stockholm; † 5. Februar 1945) war ein schwedischer Architekt und Professor an der Kungliga Konsthögskolan Stockholm in den Jahren 1922 bis 1932.
Ragnar Östberg wurde 1866 als Sohn einer Beamtenfamilie in Stockholm geboren. Nach Studien an der Technischen Hochschule in Stockholm von 1885 bis 1889 und an der Kunstakademie von 1888 bis 1891 unternahm er eine Studienreise in die USA. Weitere Studienreisen nach Frankreich, Italien, Griechenland, Spanien und England folgten in den Jahren 1896 bis 1899.
Seine Karriere begann er als Architekt von Villen in Stockholm und Uppland, bei denen er schwedische Handwerks- und Holzbautraditionen mit klassizistischen Formen verband. Beispiele sind die Villa Pauli in Djursholm und die Villa Ekarne auf der Halbinsel Djurgården (beide 1905), die Villa Geber in Stockholm (1909) und Elfviksudde auf der Insel Lidingö (1911).
Östbergs Hauptwerk aber ist das Stockholmer Rathaus (Stockholms stadshus), das in den Jahren 1911 bis 1923 gebaut wurde und als das herausragendste Beispiel der schwedischen Nationalromantik im Übergang zum schwedischen Klassizismus der 1920er-Jahre gilt; eine Stilrichtung, die im Ausland Swedish grace genannt wurde. 1929/30 baute er die Strömsborg um.
Nach der Fertigstellung des Rathauses trat eine schöpferische Pause ein. Östbergs Spätwerk, wie z. B. das Seehistorische Museum in Stockholm (1933–1936) oder das Zornmuseet in Mora (1938/39), sind kaum beeinflusst von dem in den 1930er-Jahren dominierenden Funktionalismus, sondern sind geprägt vom Streben nach klassischer Ordnung und dem Interesse für das Handwerk.

## Bauten (Auswahl)
- 1911–23: Rathaus Stockholm
- 1927: Villa Bonnier[1]